# Cidade Universitária (Metro de Lisboa)
Cidade Universitária es una estación del Metro de Lisboa. Se sitúa en el municipio de Lisboa, entre las estaciones de Campo Grande y Entre Campos de la Línea Amarilla. Fue inaugurada el 14 de octubre de 1988, en el ámbito de la expansión de esta línea a la Cidade Universitária de Lisboa.
Esta estación se localiza en la avenida Prof. Gama Pinto. Posibilita el acceso a la Ciudad Universitaria de Lisboa y al Hospital de Santa Maria.
El proyecto arquitectónico es de la autoría del arquitecto Jorge Sánchez, y las intervenciones plásticas de la pintora Maria Helena Vieira da Silva, transpuestas a azulejo por el pintor y ceramista Manuel Cargaleiro.